# Кунгес
Кунгес (Кюнес) (на уйгурски: دەرياسى كۈنەس, Künes deryasi или Künəs dəryasi; на китайски: 鞏乃斯河; на пинин: Gǒngnǎisī Hé) е река в Западен Китай, в Синдзян-уйгурския автономен регион, дясна съставяща на Или. Дължината ѝ е 258 km, а площта на водосборния ѝ басейн – 3532 km². Река Кунгес води началото си под името Арасан на 3780 m н.в. от ледниците по южните склонове на планинския масив Ирен Хабирга в Източен Тяншан. По цялото си протежение тече в западна посока през широката междупланинска Кунгеска котловина, разположена между тяншанските хребети Аврал Ула на север и Нарат на юг. На 25 km североизточно от китайския град Токузтара, на 786 m н.в., се съединява с идващата отляво река Текес и двете заедно дават началото на голямата река Или. Основни притоци: десни – Кенсу, Тургине. Има ясно изразено лятно пълноводие. Близо до устието си подхранва обширни блатисти солончаци. В средното и долно течение водите ѝ се използват за напояване.